# Східне Полісся
Східне Полісся — історико-етнографічний регіон Білорусі. Займає більшу частину Поліської низовини в Гомельській, Мінській та Брестській областях. На сході межує з Подніпров'ям (на правобережжі Дніпра та нижньої Березини), на півночі — з Центральною Білоруссю (по лінії Парічі — Любань — Старобин — Чудин), на заході — з Західним Поліссям (від Вигонівського озеру по межиріччі Ясельда та Бобрик на лафа, Лунинець і далі по Прип'яті та правобережжю Горині). Північна межа регіону поєднується із зоною компактного розселення водороздільного типу, де характерні поліські ландшафти змінюються давно обжитими лісовими рівнинами Центральної Білорусі з густою мережею сільських поселень. Межі цих регіонів відображають ареали місцевих етнонімів — поліщуків на півдні та полян (або польовиків) на півночі.
Місцеві Мозирські мови складають окрему групу південно-західного діалекту.

## Історія
У залізну добу Східне Полісся було основною територією розселення милоградської культури (3-7 ст. До н. е.) і зарубинецької культури (3 ст. до н. е. — 5 ст. до н. е.).
У 8-9 ст. Східне Полісся заселяли дреговичі, які мали своє політичне об'єднання «князювання». У 9 ст. вони дійшли на півночі до верхнього басейну Березини, на заході досягли лівобережжя Німану, де зустрілися з ятвягами, поклавши початок слов'янізації останніх.
У 12-13 ст. основна територія Східного Полісся входила до складу Туровського (Турово-Пінського) князівства, Мозирське Полісся — Київського князівства.
У період Великого Князівства Літовського та Речі Посполитої землі Східного Полісся виділялися в окрему історичну провінцію, що знайшло відображення на географічних картах (карти Т. Маковського 1613; Г. де Баплана 1651 р. і ін .).
Після 2-го розділу Речі Посполитої (1793) Східне Полісся увійшло до складу Мінської губернії.

## Господарські заняття
У рельєфі Східного Полісся компактні височини чергуються з болотистими низинами Прип'ятського Полісся. До недавнього часу великі площі займали відкриті болота (голи).
Широкі весняні розливи, заболочені землі та неврожаї накладали відбиток на характер розселення, положення шляхів сполучення і транспортні засоби, господарські заняття і повсякденний побут.
У землеробській практиці поряд з трьохпіллям збереглися лісові перелоги і Ледньов (підсічно-вогнева) система. Землю обробляли валами за допомогою поліської сохи. На човнах селяни переправлялися з одного острова на інший, ставили куріні, що служили їм тимчасовим житлом, і послідовно обробляли одну ділянку за іншою. Таким же способом збирали урожай з полів, обмолочували снопи або складали їх необмолоченними на високих адонках, а після вивозили на човнах або санях.
Місцеві жителі тримали велику рогату худобу та свиней, яких виганяли на випас в ліс або відвозили в човнах на сусідні острови, де вони перебували в природних умовах без нагляду. Стада рогатої худоби пасли далеко від сіл, заганяючи на ніч в спеціальну загороду з курчам і легким типом сараю (загін).
У традиційному господарстві поряд із землеробством і скотарством були розширені рибальство, збиральництво, бджільництво, домашні промисли.

## Поселення
Сільські поселення нерівномірно розподілялися на території регіону. Найгустонаселенішими здавна були Хойниксько-Брагинська та Юровичська височини, Мозирська гряда, на заході — Туровська лісова рівнина. Поруч з багатодвірними зустрічалися невеликі поселення (5-10 будинків), застінки і хутори — виселки. Будинки зазвичай розташовувалися за системою садиби: будинок, сіни, істопка, навіс, сараї, сарай. Найпоширеніші типи житла: будинок, сіни, істопка, будинок сіни.
На заплавних і болотистих місцях будинки мали дерев'яну підлогу і ставилися на палі. Дахи крили тесом, очеретом, соломою. Вечорами будинки освітлювали стаціонарними лучинами.

## Одяг
У народному одязі Східного Полісся збереглися традиційні риси, в яких можна знайти загальнослов'янські основи. У жіночому одязі найпоширенішою була паньова-плахта, яку носили з вовняним фартухом (запаска). У більш ранній період носили 2 запаски — спереду і ззаду. Сорочка мала зразковий (частіше розшитий) декор на комірі, рукавах, грудях, внизу на подолі. У декорі домінували великі рослинні форми, які в пізньому середньовіччі витіснив геометризований дрібнорослинний орнамент. Жіночі корсети прикрашали аплікацією. У Прип'ятському Поліссі вони довші, приталені, з вовняної тканини, в Мозирському — короткі, з домотканого полотна або фабричної тканини.

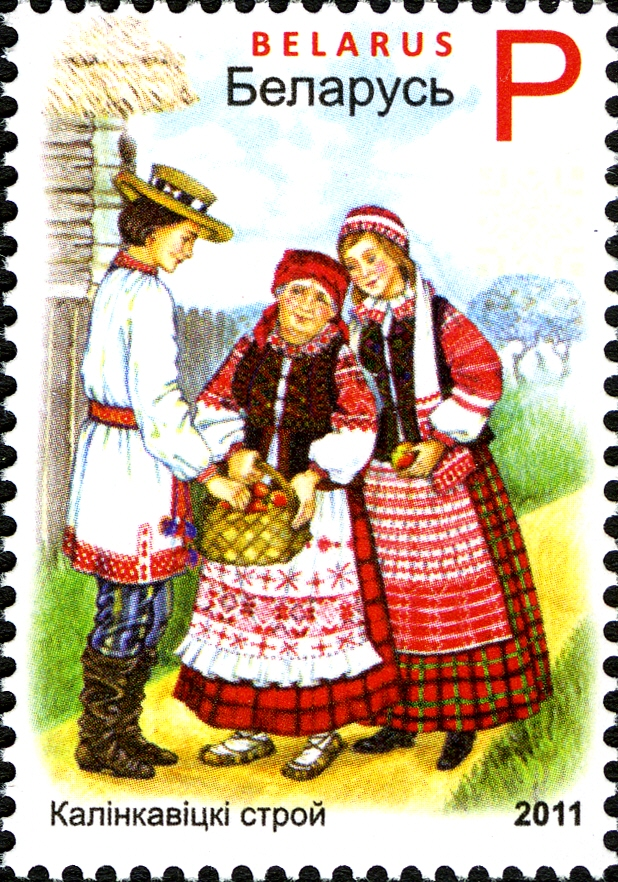
Калинкавіцький стрій
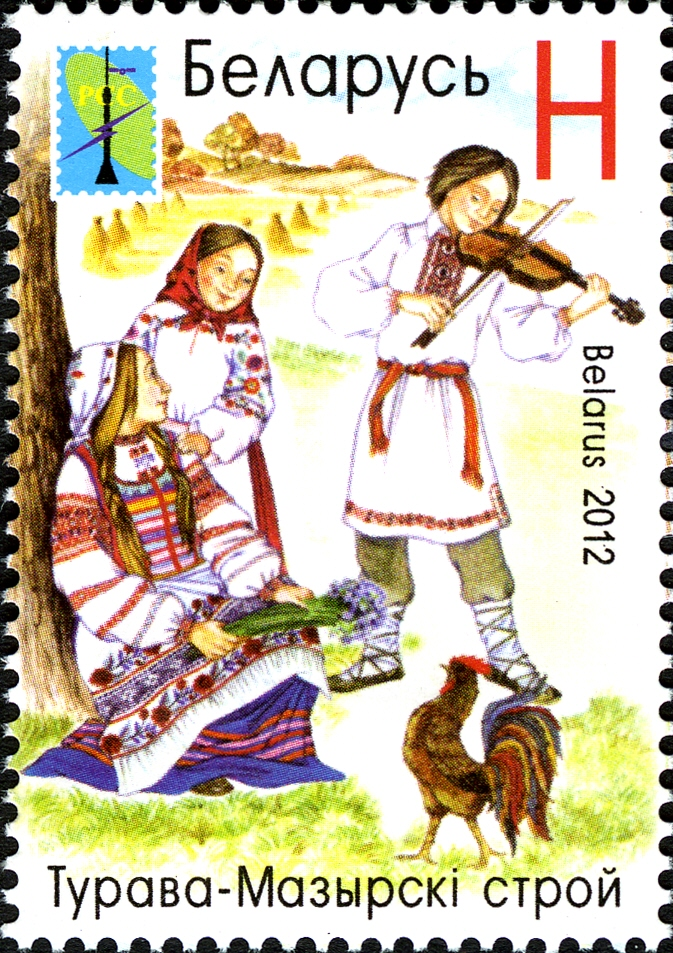
Турава-Мазирський стрій
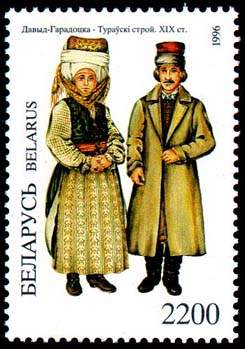
Давид-Городокський-Туровський стрій

## Кераміка
У керамічному виробництві відомі центри з виготовлення задимленого і глазурованого посуду в Паричах, Юровичах, Лоєві.

## Пісенний фольклор
Регіональні особливості має пісенний фольклор: для весільних наспівів Східного Полісся властиві святково-підняті ліричні мотиви.